# Demuryne
Demuryne (ukrainisch Демурине; russisch Демурино Demurino) ist eine Siedlung städtischen Typs im Osten der ukrainischen Oblast Dnipropetrowsk mit 941 Einwohnern.
Die Siedlung liegt im Rajon Synelnykowe 23 km südwestlich vom ehemaligen Rajonzentrum Meschowa und 148 km östlich vom Oblastzentrum Dnipro.
Der Ort wurde 1922 an dem seit 1894 bestehenden Bahnhof gegründet und besitzt seit 1957 den Status einer Siedlung städtischen Typs.
Am 14. Februar 2017 wurde die Siedlung ein Teil der neugegründeten Siedlungsgemeinde Meschowa, bis dahin bildete sie zusammen mit den Dörfern Wassyliwka (Василівка) und Wolodymyriwka (Володимирівка) die gleichnamige Siedlungsratsgemeinde Demuryne (Демуринська селищна рада/Demurynska selyschtschna rada) im Westen des Rajons Meschowa.
Am 17. Juli 2020 kam es im Zuge einer großen Rajonsreform zum Anschluss des Rajonsgebietes an den Rajon Synelnykowe.